# خوسيه لويس بانيثو
خوسيه لويس بانيثو (بالإسبانية: José Luis Panizo)‏ (مواليد 6 فبراير 1922) هو لاعب كرة قدم. يلعب مع منتخب إسبانيا لكرة القدم. سبق له أن لعب في كأس العالم لكرة القدم مع منتخب بلاده.

## روابط خارجية
- خوسيه لويس بانيثو على موقع الاتحاد الدولي (مؤرشف)  (الإنجليزية)
- خوسيه لويس بانيثو على موقع قاعدة بيانات كرة القدم.إي يو (الإنجليزية)
- خوسيه لويس بانيثو على موقع ناشيونال فوتبول تيمز (الإنجليزية)
- خوسيه لويس بانيثو على موقع عالم كرة القدم.نت (الإنجليزية)